# Modelo biopsicossocial
O modelo biopsicossocial é um conceito amplo que visa estudar a causa ou o progresso de doenças utilizando-se de fatores biológicos (genéticos, bioquímicos, etc), fatores psicológicos (estado de humor, de personalidade, de comportamento, etc) e fatores sociais (culturais, familiares, socioeconômicos, médicos, etc). O modelo biopsicossocial ao contrário do modelo biomédico, o qual atribui a doença apenas a fatores biológicos como vírus, genes ou anormalidades somáticas, abrange disciplinas que vão desde a medicina à psicologia e à sociologia. Por ser um conceito recente, sua prevalência varia entre as disciplinas.

## História
Em 1977, no artigo da revista científica Science, o psiquiatra George L. Engel chamou a atenção para "a necessidade de um novo modelo médico" e, utilizando um exemplo hipotético, demonstrou a relação entre diversos fatores que podem influenciar na doença de um paciente. Assim, o exemplo de Engel oferece um ponto de partida para uma compreensão mais ampla da prática clínica.

## Descrição do modelo
O modelo biopsicossocial mantém contato com diversas disciplinas, principalmente aquelas que possuem um enfoque nos três fatores principais ao qual o modelo propõe analisar, sendo eles:
- Componente Biológico: procura compreender como a causa da doença decorre no funcionamento do corpo do indivíduo.

- Componente Psicológico: procura potenciais causas psicológicas para um problema de saúde, como a falta de auto-controle, perturbações emocionais e pensamento negativo.

- Componente Social: investiga como os diferentes fatores sociais, como o status socioeconômico, cultura e as relações sociais podem influenciar a saúde.

O modelo biopsicossocial baseia-se, em parte, na teoria social cognitiva, o que implica o processo de tratamento da doença requerer uma equipe de saúde que pontue aspectos biológicos, psicológicos e sociais que influenciaram um paciente. Em um sentido filosófico, o modelo biopsicossocial afirma que o funcionamento do corpo pode afetar a mente e o funcionamento da mente pode afetar o corpo.